# Hemigenia platyphylla
Hemigenia platyphylla là một loài thực vật có hoa trong họ Hoa môi. Loài này được (Bartl.) Benth. mô tả khoa học đầu tiên năm 1848.